# 1855 год в литературе

## Книги
- «Графиня де Шарни» (La Comtesse de Charny) — роман Александра Дюма-отца.
- «Листья травы» — сборник стихов Уолта Уитмена.
- «Мужчины и женщины» — сборник стихов Роберта Браунинга.
- «Песнь о Гайавате» — эпическая поэма Генри Лонгфелло.
- «Рудин» — роман Ивана Тургенева.
- «Севастопольские рассказы» — цикл рассказов Льва Толстого.
- «Рубка леса» — рассказ Льва Толстого.
- «Север и юг» — роман Элизабет Гаскелл.
- «Фауст» — рассказ И. С. Тургенева.
- «Чайльд-Роланд дошёл до Тёмной Башни» — поэма Роберта Браунинга.
- «Яков Пасынков» — рассказ И. С. Тургенева.

## Персоналии

### Родились
- 14 февраля — Всеволод Михайлович Гаршин, русский писатель (умер в 1888).
- 17 апреля — Семён Афанасьевич Венгеров, русский критик, историк литературы, библиограф и редактор (умер в 1920).
- 25 мая — Флоренс Дикси, шотландская писательница, военный корреспондент и феминистка (умерла в 1905).
- 26 мая — Виттория Аганур, итальянская поэтесса армянского происхождения (умерла в 1910).
- 22 июля — Бургард Гартвиг Ассмус, немецкий писатель, драматург, публицист (умер в 1950).
- Точная дата неизвестна:
- 28 августа — Сварнакумари Деви, индийская писательница, поэтесса, драматург (умерла в 1932).
- 8 декабря — Владимир Алексеевич Гиляровский, русский и советский писатель, наиболее известный своими воспоминаниями о жизни в дореволюционной Москве «Москва и москвичи» (умер в 1935).
- 29 декабря — Кицберг, Аугуст, эстонский писатель, драматург (умер в 1927).
- Точная дата неизвестна:
  - Кэтлин Каффин, английская и австралийская писательница (умерла в 1926).

### Умерли
- 3 января — Янош Майлат, венгерский писатель, поэт (родился в 1786).
- 31 марта — Шарлотта Бронте (Charlotte Brontë), английская писательница (родилась в 1816).
- 24 ноября — Дмитрий Никитич Бегичев, русский писатель (родился в 1786).
- 26 ноября — Адам Мицкевич, польский поэт (родился в 1798).
- Мигель Альварес Кастро, сальвадорский поэт (родился в 1795).